# Барабанна порожнина
Барабанна порожнина (лат. cavum tympani, cavitas tympani, cavitas tympanica) — порожнина середнього вуха у наземних хребетних тварин і в людини. Розвивається з порожнини першої зябрової щілини — бризкальця.
Латерально прилягає до зовнішнього слухового каналу і відділяється від нього барабанною перетинкою. Вона вистелена слизовою оболонкою, за допомогою євстахієвої труби (відкривається при ковтальних рухах і служить для зрівноваження тиску повітря всередині барабанної порожнини з зовнішнім) з'єднуєтся з порожниною рота і містить у собі слухові кісточки: молоточок (один відросток, рукоятка, прикріплюється до барабанної перетинки), коваделко і стремінце, прилегле до овального віконця внутрішнього вуха; між коваделком і стремінцем розташований коваделко-стремінцевий суглоб. Слухові кісточки передають звукові коливання внутрішнього вуха і з допомогою прикріплених до них м'язів (стремінцевого м'яза та натягувача барабанної перетинки) змінюють напругу барабанної перетинки і тиск рідини всередині лабіринту, залежно від сили звуків.

## Будова
Розміри порожнини складають 5-6 мм у ширину, до 10 мм у висоту. Вона має форму неправильного куба і налічує 6 стінок. Також умовно виділяють три поверхи: верхній (cavum epitympanicum), середній (cavum mesotympanicum) та нижній (cavum hypotympanicum).

### Стінки
- Медіальна, присередня чи лабіринтна стінка (paries labyrinthicus) — вертикальна, містить овальне і кругле вікна, мис барабанної порожнини (promontorium tympani) та виступ лицевого каналу (prominentia canalis facialis).
- Латеральна, бічна чи перетинчаста стінка (paries membranaceus) — утворена переважно барабанною перетинкою, частково кістковим кільцем, що оточує перетинку. Кісткове кільце незамкнуте у верхній частині, де утворює вирізку Рівінуса (incisura tympanica, incisura Rivini), поруч якої є два маленькі отвори: отвір барабанного канальця (apertura tympanica canaliculi chordæ, iter chordæ posterius) та кам'янисто-барабанна щілина (fissura petrotympanica). Отвір барабанного канальця розташований у куті, де з'єднуються соскоподібна і перетинчаста частини порожнини, зразу за барабанною перетинкою і на рівні верхнього кінця руків'я молоточка; він відкривається у каналець, що спускається спереду лицевого каналу (де проходить лицевий нерв) і з'єднується з ним біля шило-соскоподібного отвору. Через нього барабанна струна входить у барабанну порожнину. Кам'янисто-барабанна щілина відкривається над кістковим кільцем і спереду нього; її довжина бл. 2 мм. У ній розміщаються передній відросток і передня зв'язка молоточка, а також проходить передня барабанна гілка верхньощелепної артерії. При медіальному кінці кам'янисто-барабанної щілини йде так званий канал Гюг'є чи канал Чивініні (iter chordæ anterius), по якому з порожнини виходить барабанна струна.
- Верхня чи покрівельна стінка (paries tegmentalis) — утворюється тонкою кістковою пластинкою, покрівлею барабанної порожнини (tegmen tympani), що розділяє барабанну і черепну порожнини. Розташовується на передній поверхні кам'янистої частини скроневої кістки близько від місця її з'єднання з лускою; продовжується дозаду, переходячи в покрівлю соскоподібної печери, а спереду покриваючи зверху півканал, де проходить м'яз-натягувач барабанної перетинки. Її латеральний край відповідає кам'янисто-лускатому шву. Іноді у покрівлі трапляються щілини, через які слизова оболонка барабанної порожнини безпосередньо прилягає до твердої мозкової оболони.
- Нижня чи яремна стінка (paries jugularis) — вузька, утворюється кістковою пластинкою, дном барабанної порожнини (fundus tympani), що відділяє порожнину від яремної ямки. Біля лабіринтної стінки присутній маленький отвір, через який проходить барабанна гілка язико-глоткового нерва.
- Передня чи сонна стінка (paries caroticus) — розширюється догори, відповідає сонному каналу, від якого відділена тонкою кістковою пластинкою, через яку проходять барабанна гілка внутрішньої сонної артерії та глибокий кам'янистий нерв, що сполучає симпатичне сплетіння на внутрішній сонній артерії з барабанним сплетінням на мисі. У верхній частині стінки знаходяться отвір півканалу м'яза-натягувача барабанної перетинки і барабанний отвір євстахієвої труби, розділені тонкою горизонтальною кістковою пластинкою — перегородкою м'язово-трубного каналу (septum canalis musculotubarii). Ці два канали йдуть від порожнини допереду і донизу до кута між лускою і кам'янистою частиною скроневої кістки.
- Задня чи соскоподібна стінка (paries mastoideus) — розширюється догори, через вхід до печери (aditus ad antrum) з'єднується зі соскоподібною печерою (antrum mastoideum) та іншими комірками соскоподібного відростка. У нижній частині знаходиться пірамідальне підвищення (eminentia pyramidalis), у товщі якої проходить стремінцевий м'яз, а на поверхні розташовується ямка коваделка (fossa incudis), у яку входить коротка ніжка однойменної слухової кістки. Між соскоподібною і яремною стінками часто присутній шилоподібний виступ (prominentia styloidea) — невелике кісткове підвищення, утворене апофізом шилоподібного відростка скроневої кістки, який припіднімає стінку барабанної порожнини. У глибині соскоподібної стінки проходить лицевий канал.

### Іннервація
Іннервується гілками язико-глоткового нерва — барабанним нервом і барабанним сплетінням.